# Warkworth (Neuseeland)
Warkworth ist eine kleine Stadt im Stadtgebiet des heutigen Auckland Council auf der Nordinsel von Neuseeland. Die Stadt gehörte bis Ende Oktober 2010 zum ehemaligen Rodney District, der am 1. November 2010 als Rodney Ward dem neu gebildeten Auckland Council untergeordnet wurde.

## Geographie
Die Stadt befindet sich rund 20 km nördlich von Orewa, rund 17 km südöstlich von Wellsford und rund 51 km nördlich des Stadtzentrums von Auckland, direkt an den tiefen Einschnitten des Mahurangi River ins Land. Der Fluss mündet gut 5 km südwestlich des Stadtzentrums von Warkworth in den Mahurangi Harbour. Die nächstgelegene Stadt ist die an der Kawau Bay gelegene Küstenstadt Snells Beach, die rund 6 km südostöstlich von Warkworth liegt. Durch Warkworth führt der New Zealand State Highway 1, der die Stadt mit Wellsford im Nordwesten und Orewa sowie mit dem Stadtzentrum von Auckland im Süden verbindet.

## Geschichte
Auf dem Friedhof der Stadt befindet sich ein Grabstein, auf dem der Brite John Anderson Brown als der Begründer der Stadt genannt wird. Brown war gebürtig aus Warkworth in Northumberland, England, und kam 1843 in die Gegend um Warkworth, gefolgt von seinem Bruder ein Jahr später. Zusammen legten sie an dem Fluss des Ortes einen Staudamm an, errichteten ein Sägewerk und lieferten über 10 Jahre Bauholz nach Auckland. Nach umfangreichen Planungen und Vermessungsarbeiten und dem Kauf von 62 Hektar Land gründete Brown dann schließlich im Jahr 1853 den Ort und benannte ihn nach seiner Heimatstadt. Einige Straßen der Stadt wurden dann später nach namhaften Familien seines Heimatortes in England benannt.
Von den 1850er Jahren an wurde in Warkworth Zement hergestellt. Später als Portland Cement bekannt, wurde ab 1865 in der Fabrik qualitativ hochwertiger Zement produziert, 1903 die Firma in John Wilson and Company Ltd und 1907 in Wilsons Portland Cement Company Ltd umbenannt und der Zement ab 1914 bis nach Australien exportiert. Nach einer Fusion mit einem anderen Unternehmen und dem Umzug des Unternehmens nach Whangārei wurde die Fabrik in Warkworth im Jahr 1929 geschlossen. Die Ruinen der Gebäude und ehemalige Anlagenteile sind noch zu besichtigen.

## Bevölkerung
Zum Zensus des Jahres 2013 zählte die Stadt 3909 Einwohner, 19,5 % mehr als zur Volkszählung im Jahr 2006.

## Wirtschaft
Im Umland der Stadt wird bevorzugt Obst und Gemüse angebaut, auch Geflügelzuchtbetriebe sind dort anzufinden. In der Stadt selbst befindet sich eine Käserei und einige technische Betriebe.

## Sehenswürdigkeiten
- Sehenswert ist das Warkworth Museum mit dem dahinter befindlichen 8,4 Hektar großen Parry Kauri Park, in dem sich ein über 800 Jahre alter Kauri-Baum befindet.[3]
- Neuseelands wichtigste Bodenstation zur Satellitenkommunikation befindet sich rund 3,5 km südlich der Stadt.
- Auf dem Areal der Satellitenkommunikationstation wurden Szenen des 1985 produzierten Films The Quiet Earth (Das letzte Experiment) gedreht.

## Veranstaltungen
Das jährlich in der Stadt stattfindende Kowhai Festival ist eines der größten Bürgerfeste des Landes und dauert jedes Frühjahr eine volle Woche lang. Das Festival gipfelt in einem großen Familienfest mit viel Spaß und Unterhaltung, Reitervorführungen, Musik, Speisen und Wein. Dafür wird die gesamte Hauptstraße des Ortes gesperrt, um den zehntausenden Besuchern ausreichend Platz zur Verfügung zu stellen. Den Abschluss des Tages bildet eine große Parade der verschiedenen Gruppen und Vereine des Ortes.

## Städtepartnerschaft
Warkworth führt Partnerschaftsbeziehungen zu fünf Partnerstädte in der Welt. Nach der Eingemeindung des Rodney Districts in den Auckland Council stand die Frage im Raum, übernimmt der Auckland Council die Stadtbeziehung oder bleiben sie der Kommune Warkworth erhalten. Man einigte sich auf den Status community-led affiliations (von der Gemeinde geführten Beziehungen):
- Warkworth, Northumberland, Vereinigtes Königreich, Heimatstadt des Stadtgründers John Anderson Brown.
- Warkworth, Northamptonshire, Vereinigtes Königreich,
- Warkworth, New South Wales, Australien
- Warkworth, Ontario Kanada, wurde 2003 Partnerstadt.
- Furudono (Fukushima), Honshū, Japan, Furudono ist die Partnerschule der in Warkworth ansässigen Mahurangi College and Primary School.